# Pyrotekniker
Pyrotekniker kallas den som behärskar tekniken att framställa eld. 
Yrkesgruppen är liten i Sverige och har ett 20-tal utövande professionella. Utbildning får man på de olika pyrotekniska företagen, eller genom att gå någon kurs. Grundläggande kunskaper i kemi är en bra början. I Sverige finns ingen "licensiering" eller "legitimation".
För att få hantera och förvara olika pyrotekniska effekter, krävs i Sverige alltid tillstånd från Myndigheten för samhällsskydd och beredskap eller polisen.